# Grand Prix ISU juniores in Germania
Il Grand Prix ISU juniores in Germania è una competizione internazionale di pattinaggio di figura. Si tiene in autunno e fa parte del circuito Grand Prix ISU juniores di pattinaggio di figura. Le medaglie sono assegnate nelle discipline del singolo maschile, singolo femminile, coppie e danza su ghiaccio.

## Vincitori

### Singolo maschile
| Anno | Luogo    | Oro                 | Argento             | Bronzo            |
| 1997 | Chemnitz | Matthew Savoie      | Aleksej Vasilevskij | David Jaschke     |
| 1998 | Chemnitz | Vincent Restencourt | Stefan Lindemann    | Scott Smith       |
| 2000 | Chemnitz | Stanislav Timčenko  | Evan Lysacek        | Maxime Duchemin   |
| 2002 | Chemnitz | Sergej Dobrin       | Tomáš Verner        | Nicholas LaRoche  |
| 2004 | Chemnitz | Jamal Othman        | Aleksandr Uspenskij | Princeton Kwong   |
| 2007 | Chemnitz | Brandon Mroz        | Michal Březina      | Takahito Mura     |
| 2009 | Dresda   | Song Nan            | Artur Gačinskij     | Gordej Gorškov    |
| 2010 | Dresda   | Richard Dornbush    | Gordej Gorškov      | Ryūichi Kihara    |
| 2012 | Chemnitz | Maksim Kovtun       | Shōma Uno           | Aleksandr Samarin |
| 2014 | Dresda   | Andrej Lazukin      | Zhang He            | Jaroslav Paniot   |
| 2016 | Dresda   | Cha Jun-hwan        | Conrad Orzel        | Mitsuki Sumoto    |

### Singolo femminile
| Anno | Luogo    | Oro                   | Argento               | Bronzo              |
| 1997 | Chemnitz | Amber Corwin          | Julija Soldatova      | Sara Lindroos       |
| 1998 | Chemnitz | Irina Nikolaeva       | Anna Jurkiewicz       | Sara Wheat          |
| 2000 | Chemnitz | Kristina Oblasova     | Sara Wheat            | Tamara Dorofejev    |
| 2002 | Chemnitz | Ol'ga Najdenova       | Adriana DeSanctis     | Jenna McCorkell     |
| 2004 | Chemnitz | Kiira Korpi           | Danielle Kahle        | Katy Taylor         |
| 2007 | Chemnitz | Sarah Hecken          | Rachael Flatt         | Rumi Suizu          |
| 2009 | Dresda   | Kiri Baga             | Angela Maxwell        | Polina Agafonova    |
| 2010 | Dresda   | Elizaveta Tuktamyševa | Christina Gao         | Ira Vannut          |
| 2012 | Chemnitz | Anna Pogorilaja       | Miyabi Oba            | Marija Stavickaja   |
| 2014 | Dresda   | Wakaba Higuchi        | Elizabet Tursynbayeva | Aleksandra Proklova |
| 2016 | Dresda   | Anastasija Gubanova   | Yuna Shiraiwa         | Lim Eun-soo         |

### Coppie
| Anno | Luogo    | Oro                                       | Argento                            | Bronzo                                          |
| 1997 | Chemnitz | Natalie Vlandis / Jered Guzman            | Julija Obertas / Dmytro Palamarčuk | Svetlana Nikolaeva / Aleksej Sokolov            |
| 1998 | Chemnitz | Viktorija Maksjuta / Vladislav Žovnirskij | Laura Handy / Paul Binnebose       | Alena Mal'ceva / Oleg Popov                     |
| 2000 | Chemnitz | Amanda Magarian / Jered Guzman            | Svetlana Nikolaeva / Pavel Lebedev | Julija Šapiro / Dmitri Khromin                  |
| 2002 | Chemnitz | Jessica Dubé / Samuel Tetrault            | Marija Muchortova / Pavel Lebedev  | Tiffany Stiegler / Johnnie Stiegler             |
| 2004 | Chemnitz | Marija Muchortova / Maksim Tran'kov       | Brittany Vise / Nicholas Kole      | Angelika Pylkina / Niklas Hogner                |
| 2007 | Chemnitz | Jessica Rose Paetsch / Jon Nuss           | Vera Bazarova / Jurij Larionov     | Ksenija Krasil'nikova / Konstantin Bezmaternich |
| 2009 | Dresda   | Sui Wenjing / Han Cong                    | Zhang Yue / Wang Lei               | Britney Simpson / Nathan Miller                 |
| 2010 | Dresda   | Sui Wenjing / Han Cong                    | Narumi Takahashi / Mervin Tran     | Anna Silaeva / Artur Minchuk                    |
| 2012 | Chemnitz | Lina Fëdorova / Maksim Miroškin           | Marija Vigalova / Egor Zakroev     | Brittany Jones / Ian Beharry                    |
| 2014 | Dresda   | Julianne Séguin / Charlie Bilodeau        | Lina Fëdorova / Maksim Miroškin    | Chelsea Liu / Brian Johnson                     |
| 2016 | Dresda   | Anastasija Mišina / Vladislav Mirzoev     | Anna Dušková / Martin Bidař        | Alina Ustimkina / Nikita Volodin                |

### Danza su ghiaccio
| Anno | Luogo    | Oro                                   | Argento                                 | Bronzo                                |
| 1997 | Chemnitz | Oksana Potdykova / Denis Petuchov     | Federica Faiella / Luciano Milo         | Jamie Silverstein / Justin Pekarek    |
| 1998 | Chemnitz | Jamie Silverstein / Justin Pekarek    | Federica Faiella / Luciano Milo         | Tetjana Kurkudym / Jurij Kočerženko   |
| 2000 | Chemnitz | Tanith Belbin / Benjamin Agosto       | Miriam Steinel / Vladimir Tsvetkov      | Elena Romanovskaja / Aleksandr Gračëv |
| 2002 | Chemnitz | Nóra Hoffmann / Attila Elek           | Mar'jana Kozlova / Serhij Baranov       | Alexandra Zaretsky / Roman Zaretsky   |
| 2004 | Chemnitz | Natal'ja Michajlova / Arkadij Sergeev | Camilla Pistorello / Luca Lanotte       | Alexandra Zaretsky / Roman Zaretsky   |
| 2007 | Chemnitz | Kristina Gorškova / Vitalij Butikov   | Ekaterina Rjazanova / John Guerreiro    | Madison Chock / Greg Zuerlein         |
| 2009 | Dresda   | Ekaterina Puškaš / Jonathan Guerreiro | Lorenza Alessandrini / Simone Vaturi    | Piper Gilles / Zachary Donohue        |
| 2010 | Dresda   | Evgenija Kosigina/ Nikolaj Moroškin   | Marina Antipova / Artëm Kudašev         | Charlotte Lichtman / Dean Copely      |
| 2012 | Chemnitz | Aleksandra Stepanova / Ivan Bukin     | Kaitlin Hawayek / Jean-Luc Baker        | Dar'ja Morozova / Michail Žirnov      |
| 2014 | Dresda   | Betina Popova / Jurij Vlasenko        | Lorraine McNamara / Quinn Carpenter     | Brianna Delmaestro / Timothy Lum      |
| 2016 | Dresda   | Rachel Parsons / Michael Parsons      | Anastasija Špilevaja / Grigorij Smirnov | Arina Ušakova / Maksim Nekrasov       |